# Château de Colle Massari
Le château de Colle Massari (en italien : Castello di Colle Massari) est un château médiéval situé au sommet dune colline au sud-est du hameau de Poggi del Sasso, une frazione de la commune de Cinigiano (province de Grosseto), en Toscane.

## Histoire
Le complexe a été construit comme un château à l'époque médiévale et était à l'origine une possession de l'abbaye de San Galgano près de Sienne, qui contrôlait en même temps le château voisin de Sabatina.
Par la suite, la structure a été transformée en couvent, qui s'est développé à proximité d'une ancienne église paroissiale qui est restée en activité au moins jusqu'à la fin du XIVe siècle.
Ultérieurement, la structure est devenue propriété privée et, à la fin du XVIIe siècle, elle a été restructurée par les marquis Patrizi qui la transforment en une ferme fortifiée caractéristique.

## Description
Le château de Colle Massari, qui abrite actuellement une ferme renommée et prestigieuse, se présente comme une structure rurale fortifiée, dont l'aspect a été principalement donné par les travaux de restauration qui ont eu lieu au cours du XVIIe siècle.
Le complexe est réparti sur trois bâtiments disposés sur autant de côtés autour d'une cour intérieure de plan quadrangulaire, à laquelle on accède par une porte en arc caractéristique qui s'ouvre le long de la courtine qui ferme le côté sans bâtiments.
Dans chaque coin, une tour remplissait les fonctions de tour de guet. Des quatre tours, deux sont bien conservées, tandis que les deux autres ont subi des altérations : de la tour Sud-Est, qui s'est effondrée au XIXe siècle à cause d'un glissement de terrain, seules des traces sont conservées.

## Galerie

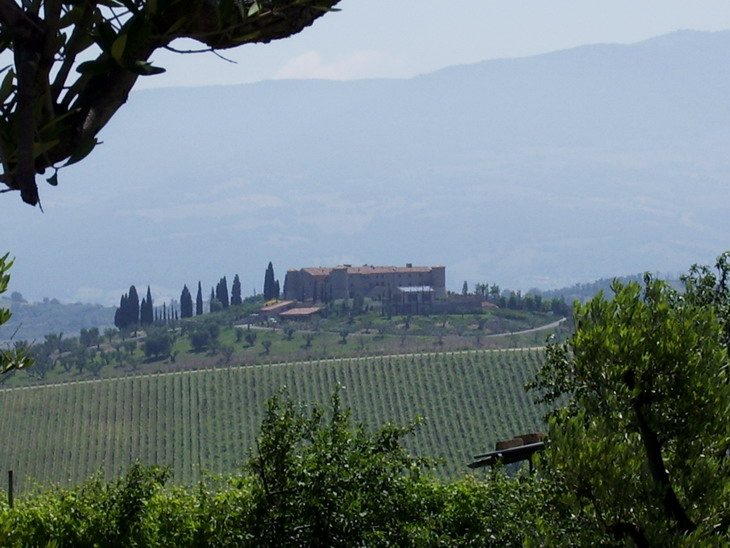
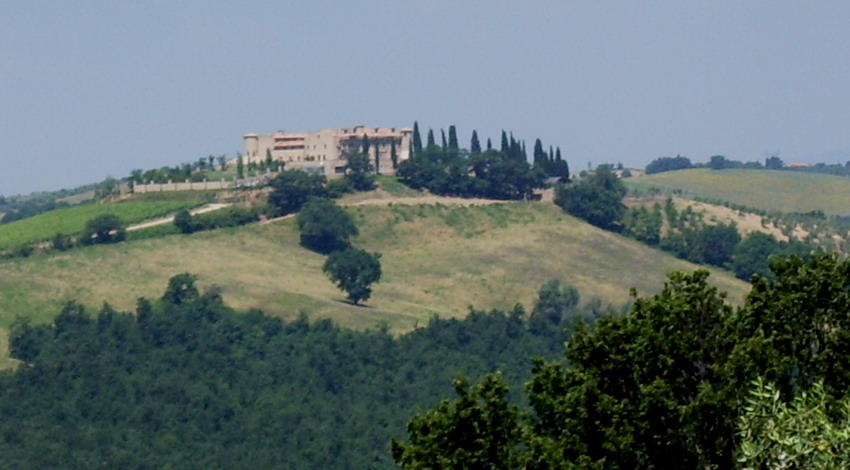